# Баффі-Лінн Вільямс
Баффі-Лінн Вільямс (англ. Buffy-Lynne Williams; нар. 27 березня 1977) — канадська академічна веслувальниця.
Бронзова призерка Олімпійських Ігор 2000 року в складі вісімки, учасниця 2004, 2008 років.